# Десперадо (филм)
Десперадо (шп. Desperado) је амерички неовестерн филм из 1995. који је написао, продуцирао и режирао Роберт Родригез. Ово је други део Родригезове Мексичке трилогије, односно наставак филма Ел Маријачи. У њему глуми Антонио Бандерас као Ел Маријачи који тражи да се освети нарко босу који је убио његову љубавницу. Филм је приказан ван конкуренције на Филмском фестивалу у Кану 1995. Десперадо је зарадио 58 милиона долара широм света. Филм је виђен као пробојна улога Салме Хајек.

## Радња
Бивши музичар и револвераш Ел Маријачи стиже у мали мексички погранични град након дужег одсуства. Његова прошлост га брзо сустиже и убрзо се запетља са локалним нарко-борбом Бучом и његовом бандом, који су му убили девојку и пуцали у руку.

## Улоге
| Глумац              | Улога                |
| ------------------- | -------------------- |
| Антонио Бандерас    | Манито "Ел Маријачи" |
| Салма Хајек         | Каролина             |
| Стив Бусеми         | Бусеми               |
| Хоаким де Алмеида   | Сезар "Бучо"         |
| Карлос Гомез        | Мемо "Десна Рука"    |
| Тито Ларива         | Таво                 |
| Анхел Авилес        | Замира               |
| Дани Трехо          | Навахас              |
| Абрахам Вердуско    | Нињо                 |
| Карлос Галардо      | Кампа                |
| Алберт Мајкл, млађи | Кино                 |
| Чич Марин           | ниски конобар        |
| Квентин Тарантино   | достављач            |

## Производња
Родригезов пријатељ Квентин Тарантино има камео као "Pick-up Guy". Карлос Гаљардо, који је играо насловну улогу Ел Маријачија, појављује се у Деспераду као Кампа, пријатељ Бандерасовог Маријачија. Пошто је Бандерас заменио Гаљарда као глумац главног лика, филмски ствараоци су поново снимили последњи обрачун из Ел Мариачија као флешбек секвенце за Бандерасов лик у Деспераду.
Раул Хулија је првобитно добио улогу Буча, али је умро пре него што је продукција почела 24. октобра 1994.
Главно снимање је у потпуности обављено у Сиудад Акуњи у Мексику преко пута Дел Риа.
Током снимања сцене секса, Салми Хајек је постало веома непријатно и почела је неконтролисано да плаче.
Хајек је неколико пута јасно ставила до знања да су Родригез и Бандерас „били невероватни“ и да Родригез „никада није вршио притисак на мене“.

### Оцена
Након што је поднет Америчкој филмској асоцијацији, филм је добио НЦ-17 због графичког насиља и морао је да буде озбиљно срезан за оцену Р. Међу сценама које су урезане су и смрт Тарантиновог лика и његовог пријатеља у бару, као и Трехоовог лика. Убедљиво највећа ексцизија дошла је на крају филма, који је првобитно садржао пуцњаву великих размера између Ел Маријачија, Каролине, Буча и његових насилника у Бучовој вили. Због количине снимака које је Америчка асоцијација захтевала да буду уклоњени са сцене, Родригез је одлучио да уклони секвенцу у целини, дајући филму његов тренутни крај који се гаси. Две додатне сцене су такође избрисане са пиштољем за копчање (видети у кућишту гитаре). Првобитно, пиштољ је користио Ел Маријачи током друге пуцњаве у бару када га је користио да убије првог насилника пре него што му извади пиштоље из рукава и докрајчи га. У другој избрисаној сцени, међуножни пиштољ је случајно опалио док је Бандерас у кревету са Хајеком, пробијајући рупу кроз гитару док су је свирали. Пиштољ је на крају коришћен у неповезаним Родригезовим филмовима Од сумрака до зоре и Мачета убија.

### Музика
Музику за филм је написао и извео рок бенд из Лос Анђелеса Los Lobos, који изводи чикано рок и традиционалну музику Ранчере . Њихово извођење "Mariachi Suite" освојило је награду Греми за најбоље поп инструментално извођење на додели Греми награда 1995. године. Остали извођачи на албуму са соундтрацком су Dire Straits, Link Wray, Latin Playboys и Карлос Сантана. Музичар Tito Larriva има малу улогу у филму, а његов бенд Tito & Tarantula је такође допринео музици.

## Пријем

### Критички пријем
На Rotten Tomatoes-у филм има оцену одобравања од 67% на основу рецензија 48 критичара, са просечном оценом 6,5/10, Консензус сајтова гласи: „Десперадо садржи скоро превише акције и премало приче да би одржао интересовање, али Антонио Бандерас доказује харизматичну улогу у инвентивној екстраваганци Роберта Родригеза." На Metacritic-у има оцену 55 од 100, на основу рецензија 18 критичара, што указује на „мешовите или просечне критике“. Публика коју је анкетирао CinemaScore дала је филму просечну оцену „Б+“ на скали од А+ до Ф.
Тод Макарти из Variety-а је написао да филм „тешко да би могао да буде блиставији на чисто визуелном нивоу, али је смртно анемичан у одељењима приче, карактера и тематских целина“. Овен Глеиберман из Entertainment Weekly-а оценио је филм са оценом „Б“ и похвалио акционе секвенце упркос недостатку карактеризације. Џенет Маслин из Њујорк тајмса је написала: „Прекомерна зависност од насиља такође маргинализује Десперадо као новину у вези са оружјем, уместо ширег напора коме је овај талентовани млади редитељ можда тежио.
Роџер Иберт из Чикаго Сан Тајмса оценио је то са 2 од 4 звездице и написао: „Оно што се дешава изгледа сјајно. Сада, ако може да искористи ту техничку могућност за сценарио који је више прича него намештање, можда би заиста имао нешто.“ Десон Хау из Вашингтон поста је написао: „комерцијална транзиција је била изузетно успешна. Ово је првенствено захваљујући Родригезу, који не само да је задржао кинетички штих оригиналног филма, већ га и даље развио.“ Боб Мекејб из Empire-а оценио га је са 4 од 5 звездица и написао: „Велико је, глупо је, али Десперадо је самоуверен и изузетно забаван филмски рад“. Хајди Стром из Daily Press-а написала је: „Чиста навала адреналина од почетка до краја, „Десперадо“ ће шокирати, забавити, одушевити и згрозити – али никада неће разочарати“.

### Зарада
Филм је зарадио 25,4 милиона долара у Сједињеним Америчким Државама и Канади и 58 милиона долара широм света.